# Santa Cristina de Valmadrigal
Santa Cristina de Valmadrigal est une commune d'Espagne dans la province de León, communauté autonome de Castille-et-León. Elle s'étend sur 40,02 km2 et comptait 271 habitants en 2015.